# 门希瓦尔
门希瓦尔，是西班牙安达卢西亚自治区哈恩省的一个市镇。总面积62平方公里，总人口8795人（2001年），人口密度142人/平方公里。